# Вила ди Тирано
Вила ди Тирано (итал. Villa di Tirano) је насеље у Италији у округу Сондрио, региону Ломбардија.
Према процени из 2011. у насељу је живело 473 становника. Насеље се налази на надморској висини од 433 м.

## Становништво
| 1931. | 1936. | 1951. | 1961. | 1971. | 1981. | 1991. | 2001. | 2011. |
| ----- | ----- | ----- | ----- | ----- | ----- | ----- | ----- | ----- |
| 3.240 | 3.431 | 3.296 | 3.159 | 3.016 | 2.935 | 2.928 | 2.968 | 2.957 |